# Förenade arabemiratens damvolleybolliga
Primera liga är den högsta ligan i volleyboll för damer i Förenade arabemiraten. Ligan organiseras av Förenade arabemiratens volleybollförbund.

## Resultat per säsong[2]
| Säsong                    | Podium                       | Podium            | Podium                       |
| Mästare                   | Tvåa                         | Trea              |                              |
| ------------------------- | ---------------------------- | ----------------- | ---------------------------- |
| 2008/2009 mer information | Al Jazira SC                 |                   |                              |
| 2018/2019 mer information | Sharjah Womens SC            | Al Wasl SC        |                              |
| 2020/2021 mer information | Esperia Volley               | Sharjah Womens SC | Al Wasl SC                   |
| 2021/2022 mer information | American University in Dubai | Al Wasl SC        | Sharjah Womens SC            |
| 2022/2023 mer information | Al Wasl SC                   | Sharjah Womens SC | American University in Dubai |
| 2023/2024 mer information | Sharjah Womens SC            | Al Wasl SC        | Wild Cats                    |